# Яновце (округ Попрад)
Яновце (словац. Jánovce) — село в Словаччині, Попрадському окрузі Пряшівського краю.

## Історія
Вперше згадується 1312 року.

## Географія
Розташоване в північній Словаччині на південно—західних схилах Левоцьких гір у північно—західній частині Горнадської угловини.

## Населення
| Рік:            | 1993 | 2003     | 2013     | 2023     |
| --------------- | ---- | -------- | -------- | -------- |
| Кількість осіб: | 983  | 1166     | 1537     | 1738     |
| Різниця:        |      | +18,61 % | +31,81 % | +13,07 % |

| Рік:            | 2022 | 2023    |
| --------------- | ---- | ------- |
| Кількість осіб: | 1704 | 1738    |
| Різниця:        |      | +1,99 % |

В селі проживає 1332 осіб.
Національний склад населення (за даними останнього перепису населення — 2001 року):
- словаки — 91,13 %,
- цигани — 6,36 %,
- чехи — 0,18 %,
- поляки — 0,09 %,
- угорці — 0,09 %,

Склад населення за приналежністю до релігії станом на 2001 рік:
- римо-католики — 97,58 %,
- греко-католики — 1,16 %,
- протестанти — 0,27 %,
- не вважають себе віруючими або не належать до жодної вищезгаданої церкви- 0,99 %

## Пам'ятки
В селі є пізньороманський римо-католицький костел з 13 століття, перебудований у 14 столітті в стилі готики та у 18 столітті в стилі бароко.